# Tarata (distrito)

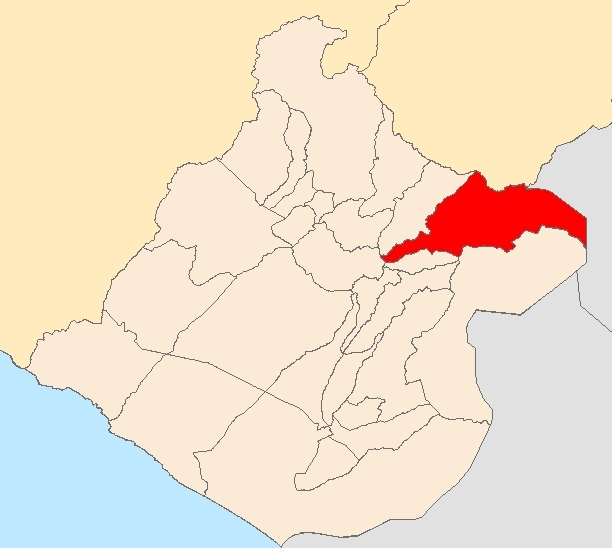
Mapa mostrando a localização do distrito de Tarata na província de mesmo nome.

Tarata é um distrito peruano localizado na província de Tarata, região de Tacna. Sua capital é a cidade de Tarata.

## Transporte
O distrito de Tarata é servido pela seguinte rodovia:
- PE-40A, que liga o distrito de Palca à fronteira Fronteira Bolívia-Peru - Marco Fronteiriço Quatro em Catacora, (e a Rota 43 na Bolívia).
- PE-38, que liga o distrito de Santa Rosa (Região de Puno) à cidade de Tacna (Região de Tacna)
- TA-103, que liga o distrito de Candarave à cidade
- TA-102, que liga o distrito de Sama à cidade
- TA-106, que liga o distrito de Susapaya à cidade
- TA-107, que liga a cidade de Palca à cidade [2][3][4]